# Bad Brambach
Bad Brambach település Németországban, azon belül Szászország tartományban. Lakosainak száma 1676 fő (2023. december 31.). Bad Brambach Aš, Plesná, Skalná, Luby, Hazlov és Vojtanov községekkel határos.

## Népesség
A település népességének változása:
| Lakosok száma | 1941 | 1846 | 1859 | 1729 | 1712 | 1676 |
|               | 2015 | 2017 | 2019 | 2021 | 2022 | 2023 |